# NGC 7120
NGC 7120 is een spiraalvormig sterrenstelsel in het sterrenbeeld Waterman. Het hemelobject werd op 3 augustus 1864 ontdekt door de Duitse astronoom Albert Marth.

## Synoniemen
- MCG -1-55-6
- IRAS 21419-0645
- PGC 67273